# Jerzy Czuraj
Jerzy Czuraj (ur. 31 stycznia 1952 w Krakowie, zm. 3 listopada 2009 w Pionkach) – artysta malarz, muzyk, scenograf, aktor, realizator przedstawień teatralnych.

## Życiorys
Studiował na Akademii Sztuk Pięknych w Krakowie pod kierunkiem prof. Mariana Buczka oraz na Akademii Sztuk Pięknych w Warszawie pod kierunkiem prof. Krystyny Łady-Studnickiej, gdzie w 1975 r. uzyskał dyplom z wyróżnieniem. Wcześniej, w latach 1970–1971 studiował psychologię na Uniwersytecie Jagiellońskim w Krakowie. W latach 1978–1980 przewodniczący warszawskiego oraz krajowego Koła Młodych przy Związku Polskich Artystów Plastyków. W latach 1979–1981 aktywnie współpracował z Galerią Sztuki Współczesnej przy Staromiejskim Domu Kultury w Warszawie. Był inicjatorem i wielokrotnym organizatorem wystaw i koncertów organizowanych w ramach akcji „Wolny Tybet”. Od 1982 r. aż do śmierci mieszkał we wsi Suskowola, koło Pionek (woj. Mazowieckie). Jego pierwszą żoną była piosenkarka Elżbieta Mielczarek. W 2009 roku powstał portretowy film dokumentalny o artyście pt. "Twardość Przestrzeni", którego autorem był Marcin Kossowski.

## Malarstwo
Kontynuował i rozwijał tradycję kolorystyczną w malarstwie. W warstwie treściowego przekazu wzbogacał ją tematyką określoną religijnym i filozoficznym synkretyzmem. Zacierał granice między sztuką figuratywną i abstrakcyjną, tworzył pejzaże inspirowane naturą. Zrealizował około trzydziestu wystaw indywidualnych, uczestniczył w licznych wystawach zbiorowych. Autor około 700 obrazów. Jego kolekcje znajdują się w kolekcjach Mazowieckiego Centrum Sztuki Współczesnej „Elektrownia” w Radomiu, w Muzeum Sztuki Współczesnej – oddziale Muzeum im. Jacka Malczewskiego w Radomiu, w Miejskim Ośrodku Kultury w Pionkach oraz w licznych kolekcjach prywatnych w Polsce i za granicą (m.in. w Melbourne, Toronto, Tokio, Nowym Jorku, Monachium). Największy zbiór obrazów dzieł Jerzego Czuraja znajduje się w kolekcji prywatnej w Radomiu. Po 2010 z inicjatywy przyjaciół artysty, przy współpracy MCSW „Elektrownia” w Radomiu, twórczość Czuraja przypominana była w ramach projektu „Obrazy z różnych domów” w miejscach związanych z jego życiem i aktywnością artystyczną. Projekt zainaugurowany 1.09.2010 r. w Galerii Promocyjnej Staromiejskiego Domu Kultury w Warszawie miał kontynuację w Galerii „Interior” Biblioteki Publicznej im. Witolda Gombrowicza w Kielcach, kolejne jego odsłony planowane są w domu artysty w Suskowoli oraz w muzeach i galeriach m.in. w Kazimierzu Dolnym, Radomiu, Warszawie.

## Muzyka, teatr, pozostała twórczość
Równolegle z malarstwem twórczość w zakresie muzyki jazzowej i eksperymentalnej oraz teatru i filmu. Animował życie artystyczne w najbliższej okolicy i licznych ośrodkach Polski. Współpracował z wieloma muzykami polskiej sceny (Andrzej Przybielski, Wojciech Czajkowski, Włodzimierz Kiniorski, Władysław Jagiełło, Michał Zduniak, Liliana Urbańska, Krzysztof Sadowski, Marta Sadowska, Robert Brylewski, Paweł Rozwadowski, Tomasz Świtalski, Jacek Bieliński, Maciej Sinkowski ‘Bobi Peru’). Wykonał scenografię dla Czesława Niemena (MIDEM, Cannes, 1976 r.), współpracował przy realizacji scenografii do filmu Lecha Majewskiego (Zwiastowanie, 1978 r.). Współpracował i był pomysłodawcą oraz wykonawcą nakładu okładki jednej z płyt Andrzeja Przybielskiego (W sferze dotyku, 1984 r.) projektu Klub Muzyki Nowej Remont, dokumentującego działalność polskiej muzycznej awangardy lat osiemdziesiątych XX wieku. Był autorem realizacji teatralnych (Białe Czarny, Teatr Powszechny im. Jana Kochanowskiego w Radomiu, 1997 r.; Siedem Grzechów Głównych, Miejski Ośrodek Kultury w Pionkach, 1999 r.).